# Svadilfari
Vous lisez un « bon article » labellisé en 2011.
Cette page contient des caractères spéciaux ou non latins. S’ils s’affichent mal (▯, ?, etc.), consultez la page d’aide Unicode.
Svadilfari (en vieux norrois Svaðilfari) est, dans la mythologie nordique, un étalon appartenant au géant maître-bâtisseur. Il est évoqué dans le Hyndluljóð. Son histoire figure dans le Gylfaginning, selon lequel il aide son maître à construire la forteresse d'Ásgard à la suite d'un pari avec les dieux Ases sur la possibilité de la terminer en un semestre. Grâce à sa grande force, ce cheval charrie chaque nuit une quantité incroyable de matériaux. Le géant s'apprêtant à terminer la construction de la forteresse dans les temps, les Ases forcent le dieu Loki à trouver une solution pour l'en empêcher. Loki se transforme en jument, séduit Svadilfari et le détourne de son travail, puis engendre avec lui le cheval à huit jambes, Sleipnir.
Plusieurs théories sont avancées pour décrypter la symbolique de ce cheval nocturne doué de dons magiques, ainsi que sa relation avec le dieu Loki. Elles mettent en relation son mythe avec d'autres mythes indo-européens.

## Étymologie
En vieux norrois, Svaðilfari (prononcé /ˈsva.ðil.fa.ri/), dont on retrouve également le nom orthographié Svaðilferi, Svaðilfori ou Svaðilfǫri dans les manuscrits, signifie « celui qui fait de pénibles voyages » selon Régis Boyer et François-Xavier Dillmann, ou « celui qui fait de malheureux voyages ». Le nom /SVaÐiL-fari/ peut aussi se rapprocher étymologiquement de celui du dieu védique Savitṛ /*SaViTḶ/. La reconstruction finale /*-tḹ/ est basée sur les agencements slaves et hittites de /-tal/, dont le nom est en étroite relation avec celui du cheval.

## Mentions mythologiques
Le mythe mettant en scène Svadilfari est extrait du Gylfaginning, dans l’Edda en prose rédigé par le diplomate islandais Snorri Sturluson vers 1220. Plusieurs avis s'affrontent quant à savoir si cet épisode fait réellement partie de la mythologie nordique : il est possible que Snorri Sturluson ait embelli la légende du géant maître-bâtisseur en y intégrant l'histoire du cheval Svadilfari qui engendre avec Loki le cheval d'Odin Sleipnir. Ou alors, il aurait transmis le mythe complet de la naissance de Sleipnir et de la construction d'Ásgard à partir de croyances qui n'ont pas été préservées ailleurs. En 1976, Joseph Harris avance que Snorri aurait inventé cet épisode pour clarifier les stances 25 et 26 de la Völuspa, et se serait inspiré d'une légende orale islandaise mettant en scène deux berserkir construisant une route. Ursula Dronke s'oppose à cette idée et suppose l'existence d'un lai de Svadilfari, désormais perdu, qui aurait servi de source aux stances 25 et 26 de la Völuspa. Même en supposant que Snorri ait pu réécrire ou inventer certains passages, ce mythe demeure cohérent en rapport avec les connaissances de la société islandaise médiévale.

### Hyndluljóð
Le Hyndluljóð (40) mentionne Svadilfari comme l'étalon qui engendra Sleipnir avec Loki, mais ne détaille pas d'histoire le concernant. Cet extrait est issu d'une version courte de la Völuspa.
« Ol vlf Loki
vid Angrbodu,
enn Sleipni gat
vid Suadilfara; »
— Hyndluljód (40)

« Loki fit naître le loup
avec Angrboda,
et eut Sleipnir
avec Svadilfari ; »

### Gylfaginning

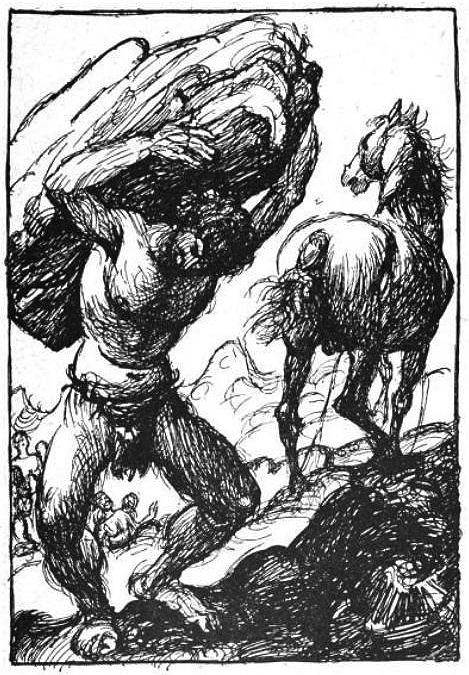
Le géant maître-bâtisseur construit Ásgard avec l'aide de son cheval Svaðilfari, dessin par Robert Engels, 1919.

Dans le Gylfaginning (42), issu de l’Edda en prose par Snorri Sturluson, Hár raconte une histoire qui se déroule « au commencement des dieux », lorsque ces derniers s'établissent à Midgard et construisent le Valhalla. Ils reçoivent la visite d'un bâtisseur inconnu qui leur propose de construire une forteresse divine imprenable en trois saisons, afin de les mettre à l'abri de toutes les invasions. En échange de ce service, l'étranger demande le Soleil, la Lune et Freya. Après quelques débats, les dieux lui donnent leur accord s'il s'exécute en un semestre seulement, et sans l'aide de personne. Le bâtisseur n'a qu'une requête, qui est le droit d'être aidé par son cheval Svaðilfari. La requête lui est accordée, grâce à l'influence du dieu fourbe et traître, Loki. À la grande surprise des dieux, l'étalon Svaðilfari effectue un travail colossal, et transporte chaque nuit d'énormes rochers grâce à sa force immense. Avec l'aide de son cheval, le bâtisseur avance rapidement, si bien que trois jours avant la date imposée, il ne lui reste plus qu'à construire la porte.
Les dieux, mécontents, concluent que Loki est la cause de sa réussite. Ils promettent au dieu les plus horribles tourments s'il ne parvient pas à trouver un moyen d'empêcher le bâtisseur de terminer son ouvrage dans les temps et ainsi d'emporter le paiement, et s'apprêtent à le châtier quand Loki, effrayé, leur promet de trouver un stratagème. La nuit venue, le bâtisseur part chercher les dernières pierres avec son étalon Svaðilfari quand, au détour d'un bois, il rencontre une jument. La jument hennit doucement en direction de Svaðilfari. Celui-ci devient frénétique, se met à hennir, déchire ses harnais et se dirige vers la jument qui s'enfuit dans le bois. Le bâtisseur tente de rattraper son cheval, mais les deux animaux courent toute la nuit. Les travaux de construction ne peuvent avancer d'un pouce pendant les trois nuits qui restent. Le bâtisseur, furieux de voir son paiement lui échapper, entre dans une rage de géant, car c'est sa vraie nature. Lorsque les dieux s'en rendent compte, ils font fi de leurs serments antérieurs et appellent Thor. Celui-ci abat le géant avec son marteau Mjöllnir. Toutefois, Loki a été « fécondé » par l'étalon Svadilfari, et il donne naissance à un poulain octopode gris nommé Sleipnir, qui devient plus tard la monture d'Odin.

## Théories

### Mythologie comparée
Le mythe de la construction d'Asgard possède selon Georges Dumézil de nombreux équivalents chez les peuples indo-européens, et semble être issu d'une tradition commune, avec quelques variations, le cheval bâtisseur n'étant pas forcément présent. Ainsi, dans l'épopée bulgare, le héros Marko s'engage à épouser une « veuve étrange » s'il peut construire une tour, mais ne parvient jamais à poser la dernière pierre en raison de l'apparition d'un homme d'origine africaine qui sabote la construction et le force à se battre.

### Personnification du vent du Nord
Selon le philologue Frédéric-Guillaume Bergmann dans son traité de mythologie scandinave rédigé en 1861, Svadilfari serait un géant métamorphosé, dont le nom signifierait « Vol-sur-Glace » (traduction invalidée par des études plus récentes), et qui agirait avec le géant maître-bâtisseur sous un déguisement pour empêcher les forces de la lumière et de l'été de régner sur le monde. De plus, Svadilfari et son maître travaillent la nuit et se reposent durant la journée, ce qui signifierait qu'ils incarnent des forces nocturnes et hivernales. Suivant cette logique, Svadilfari serait une personnification de Borée, le vent du nord, lequel vole sur les glaces qu'il a lui-même formées. Ce serait ainsi que l'étalon amènerait, en une nuit, plus de glaçons que son maître n'en peut entasser et ranger le jour suivant pour faire la construction. Lorsque Loki prend la forme d'une jument, il s'agirait du symbole de la bise qui s'unit avec Borée. Cette théorie ancienne est reprise dans une étude historico-linguistique de 1888, qui remarque que la plupart des chevaux issus de mythes indo-européens sont comparés à l'éclair, au vent et aux tempêtes.
Elle est actualisée en 1988 par Jean Haudry, qui interprète la naissance de Sleipnir dans le cadre de la mythologie du feu. Svadilfari (bise) engrosse Loki (le feu) d'un cheval à huit pattes qui n'est autre que Loki lui-même « enceint » du feu : « car le feu, attisé par le vent, naît de lui-même ». La relation entre Loki et le feu est mise en avant par une nouvelle étude en 2000, soulignant que Loki « allume la flamme de la passion » en Svadilfari, lequel échoue ensuite dans son entreprise de bâtisseur.
Le docteur en études germaniques Marc-André Wagner n'accorde aucun crédit à cette interprétation qui lui paraît arbitraire, en raison de l'absence de relation entre une personnalisation du vent et Svadilfari. Il note que dans l'ensemble, « l'association directe entre cheval et vent est marginale dans la sphère germanique », et qu'un tel lien concernant Sleipnir et Svadilfari serait artificiel. Il n'établit aucun lien entre Sleipnir et l'élément du feu, notant plutôt que « le cheval de feu est l'incarnation de puissances hostiles ».

### Déformation physique et perversion sexuelle
Edna Edith Sayers, sous le nom de plume de Loïs Bragg, tentant de trouver des points communs entre des héros et des figures mythiques comme des déformations physiques liées à des perversions sexuelles et des pouvoirs surnaturels, avance que, bien que ce ne soit pas explicitement dit dans l’Edda en prose, Loki aurait été violé par le cheval Svadilfari alors qu'il se trouvait sous forme de jument, ce qui représente pour lui une immense humiliation et une punition pour ses méfaits : avoir des relations sexuelles avec un mammifère de grande taille était vu comme une perversion et une abomination dans la société nordique ancienne. Cependant, c'est au prix de ce viol que les dieux obtiennent la forteresse Ásgard. Cette interprétation n'a pas été validée par les spécialistes de mythologie nordique.

### Divers
Plusieurs ouvrages font remarquer que Svadilfari est anormalement fort et intelligent pour un cheval, et qu'il possède des dons magiques,. Hilda Ellis Davidson met en avant le fait que cet étalon ne travaille que la nuit, et fournit une part de travail double à celle de son maître. Elle le voit comme un simple cheval doué de pouvoirs merveilleux.
Boria Sax, dans un ouvrage de vulgarisation, avance qu'il serait une sorte de centaure, car il charrie des rochers et les met en place, ce qui serait impossible sous une forme équine.

## Culture populaire
Le cheval Svadilfari apparaît dans un roman pour enfants s'inspirant de la mythologie nordique, où portant une robe noire, il est présenté comme « le meilleur étalon que l'on puisse imaginer ».
Dans son adaptation des textes de la mythologie nordique, Neil Gaiman prête à Svadilfari une couleur grise, et précise que Loki s'est transformé en jument alezane.

#### Sources primaires
- [Birkett 2018] (en) Dr Tom Birkett, The Norse Myths: Stories of The Norse Gods and Heroes Vividly Retold, Quercus, 29 novembre 2018 (ISBN 978-1-78648-880-0, lire en ligne)
- [Faulkes 1995] (en) Anthony Faulkes, Edda, Everyman, 1995, 288 p. (ISBN 978-0-460-87616-2).
- Régis Boyer, L’Edda poétique, [détail de l’édition], 2002.
- Snorri Sturluson et François-Xavier Dillmann, L'Edda : Récits de mythologie nordique, [détail de l’édition], 2003.

#### Sources secondaires
- Snorri Sturluson et Frédéric Guillaume Bergmann, La fascination de Gulfi : (Gylfa ginning) : traité de mythologie scandinave : Traduit par Frédéric-Guillaume Bergmann, Chez Treuttel et Würtz, 1861, 343 p. (lire en ligne), p. 314
- Éveline Lot-Falck et Régis Boyer, Les religions de l'Europe du Nord, Fayard, 1974, 753 p.
- (en) Hilda Roderick Ellis Davidson, Gods and myths of northern Europe, Penguin Books, 1977, 250 p.
- (en) Hilda Roderick Ellis Davidson, Gods and myths of the Viking age, Bell Pub. Co., 1981, 250 p. (ISBN 978-0-517-33644-1).
- Georges Dumézil, Loki, vol. 129 de Nouvelle bibliothèque scientifique, Flammarion, 1986, 261 p. (ISBN 978-2-08-211159-1)
- (en) Merriam Webster, Merriam-Webster's encyclopedia of literature, Merriam-Webster, 1995, 1236 p. (ISBN 978-0-87779-042-6, lire en ligne), p. 1082.
- (en) Andy Orchard, Dictionary of Norse Myth and Legend, Orion Publishing Group, 1997, 223 p. (ISBN 0-304-34520-2), p. 156
- (en) Carol Rose, Giants, Monsters, and Dragons : An Encyclopedia of Folklore, Legend, and Myth, W.W. Norton & Co., 2001, 428 p. (ISBN 978-0-393-32211-8)
- (en) John Lindow, Handbook of Norse mythology, ABC-CLIO, 2001, 365 p. (ISBN 978-1-57607-217-2, lire en ligne).
- (en) Andy Orchard, Cassell's dictionary of Norse myth & legend, [détail des éditions], 2002
- (en) John Lindow, Norse Mythology : A Guide to the Gods, Heroes, Rituals, and Beliefs, Oxford University Press, 2002, 365 p. (ISBN 978-0-19-515382-8, lire en ligne).
- (en) Rudolf Simek, Dictionary of Northern Mythology (trans : Angela Hall), Cambridge, 2007, 424 p. (ISBN 978-0-85991-513-7)
- Marc-André Wagner, Le cheval dans les croyances germaniques : paganisme, christianisme et traditions, vol. 73 : Nouvelle bibliothèque du moyen âge, Champion, 2005, 974 p. (ISBN 978-2-7453-1216-7, présentation en ligne).